# Kup Hrvatske u kuglanju za muškarce 2018./19.
Hrvatski kup u kuglanju za muškarce u sezoni 2018./19. je osvojio "Mertojak" iz Splita. 
 
Kup je igran na proljeće 2019. godine, a prethodili su mu kupovi po županijskim i regionalnim savezima. 

## Rezultati

### Osmina završnice
| datum             | mjesto odigravanja | par                                               | rez. | napomena |
| ----------------- | ------------------ | ------------------------------------------------- | ---- | -------- |
| 13. travnja 2019. | Čakovec            | Željezničar Čakovec - Mertojak Split              | 1:7  |          |
| 13. travnja 2019. | Plitvička Jezera   | Plitvice Plitvička Jezera - Medveščak 1958 Zagreb | 6:2  |          |
| 13. travnja 2019. | Otočac             | Zaprešić - Poštar Split                           | 8:0  |          |
| 13. travnja 2019. | Zagreb             | Centar Zagreb - Osijek                            | 2:6  |          |
| 13. travnja 2019. | Požega             | Nove nade Požega - Obrtnik-Torbar Zagreb          | 7:1  |          |
| 13. travnja 2019. | Split              | Vrlika Split - Grmoščica Zagreb                   | 2:6  |          |
| 13. travnja 2019. | Ozalj              | Bjelovar - Zadar                                  | 1:7  |          |
| 13. travnja 2019. | Zaprešić           | Velebit Otočac - Kandit Osijek                    | 7:1  |          |

### Četvrtzavršnica
| datum           | mjesto odigravanja | par                                        | rez. | napomena |
| --------------- | ------------------ | ------------------------------------------ | ---- | -------- |
| 2. lipnja 2019. | Zaprešić           | Velebit Otočac - Osijek                    | 3:5  |          |
| 1. lipnja 2019. | Otočac             | Grmoščica Zagreb - Zadar                   | 2:6  |          |
| 2. lipnja 2019. | Požega             | Nove nade Požega - Zaprešić                | 2:6  |          |
| 2. lipnja 2019. | Plitvička Jezera   | Plitvice Plitvička Jezera - Mertojak Split | 3:5  |          |

### Završni turnir
Igrano 8. i 9. lipnja 2019. u Splitu u kuglani "Poljud". 
| klub1               | rez.          | klub2          | napomene      |
| poluzavršnica       | poluzavršnica | poluzavršnica  | poluzavršnica |
| ------------------- | ------------- | -------------- | ------------- |
| Zadar               | 2:6           | Mertojak Split |               |
| Osijek              | 3:5           | Zaprešić       |               |
|                     |               |                |               |
| za ulazak u NBC kup |               |                |               |
| Zadar               | 3:5           | Osijek         |               |
|                     |               |                |               |
| završnica           |               |                |               |
| Mertojak Split      | 6:2           | Zaprešić       |               |

## Vanjske poveznice
- kuglanje.hr, Hrvatski kuglački savez
- kuglacki-savez-os.hr, Kuglački savez Osječko-baranjske županije
- [neaktivna poveznica]